# Rentrer au port
Albums de Mano Solo
In the Garden
(2007) Mano Solo à l'Olympia
(2011)
Rentrer au port est le 7e album de Mano Solo sorti le 28 septembre 2009.

## Réalisation de l'album
Les textes de l'album ont tous été écrit par Mano Solo, et les musiques sont le fruit de la collaboration entre Mano Solo et ses musiciens : Régis Gizavo (accordéon), Daniel Jamet (guitare), Fabrice Gratien (piano et trompette). L'album présente des textes plus apaisés.

## Réception critique
L'album reçoit des critiques plutôt positives :
- 7,7 sur senscritique [3]
- 5 sur 5 sur allmusic[4]

## Liste des chansons
| No  | Titre                       | Durée |
| --- | --------------------------- | ----- |
| 1.  | J'avance                    | 2:55  |
| 2.  | Rentrer au port             | 4:17  |
| 3.  | Des années entières         | 2:29  |
| 4.  | La Rouille                  | 3:51  |
| 5.  | Les Enfants des autres      | 4:35  |
| 6.  | Pantin                      | 2:40  |
| 7.  | Partir ailleurs             | 3:22  |
| 8.  | Les Enfants païens          | 3:43  |
| 9.  | Tu m'as vu                  | 4:54  |
| 10. | Le bus me réveille          | 3:47  |
| 11. | Chaque matin                | 2:10  |
| 12. | Les Chevaux d'Aubervilliers | 3:38  |
| 13. | Ça scintille                | 2:59  |